# Rina
Rina is een Nederlandse meisjesnaam.
De naam is afgeleid van de Griekse naam Catharina (Grieks: Αἰκατερίνη, Αikaterínē) Deze is op haar beurt afgeleid van het Griekse woord καθαρός (katharós) dat rein of zuiver betekent. De naam Rina kan dus verklaard worden als "de reine, zuivere".
De naam Rina kan ook zijn afgeleid van Marina, dat zoveel betekent als "van de zee".
De naam kan ook de vrouwelijke variant zijn van de Friese naam Rein.

## Bekende naamdraagsters
- Rina Hill, Australische triatlete
- Rina Lodders, Nederlands voormalig fotomodel
- Rina Mor-Goder, Israëlische Miss Universe
- Rina Pia, Belgische zangeres (pseudoniem)
- Rina Sawayama, Britse singer-songwriter